# Ni Hong
Ni Hong (n. 28 februarie 1986, Beijing, Republica Populară Chineză) este o scrimeră chineză, medaliată olimpică. A participat la o ediție a Jocurilor Olimpice (2008) în care a câștigat o medalie de argint.